# Taenaris cassiae
Taenaris cassiae är en fjärilsart som beskrevs av Carl Alexander Clerck 1764. Taenaris cassiae ingår i släktet Taenaris och familjen praktfjärilar. Inga underarter finns listade i Catalogue of Life.